# Important Records
Important Records est un label indépendant créé en 2001. La structure a fait ses débuts, simultanément en tant que label discographique et en tant que magasin de vente en ligne, avec la sortie du single Impossible Love de Daniel Johnston et l'album de Merzbow Amlux.
Important Records a depuis développé une activité florissante, en sortant tout à la fois des artistes reconnus et d'autres émergents, toujours en quête de sonorités modernes et innovantes. En 2006, le cinquième anniversaire du label et sa centième publication ont été célébrés avec la sortie d'IMPREC100, une collection de pistes tirées des 100 premières productions. 

## Artistes publiés chez Important Records
- Absolute Null Punkt
- Abstinence
- Acid Mothers Temple
- Andrew Liles
- The Angels of Light (voir aussi Swans)
- Anoice
- Atom TM
- Barbez
- Beequeen
- The Birds
- James Blackshaw
- Tom Carter
- Kim Cascone
- Citay
- Diane Cluck
- Jack Dangers
- Kimya Dawson
- The Dresden Dolls
- Earth
- The Electric Ghosts
- Alec Empire
- Experimental Audio Research
- John Fahey
- Fe-Mail
- Carlos Giffoni
- The Hafler Trio
- Keiji Haino
- Robert Horton
- Hototogisu
- Hrvatski
- Hyperjinx Tricycle
- Henry Jacobs
- Jad Fair
- Daniel Johnston
- King Missile III
- KK Null
- larsen
- The Magik Markers
- Maja Ratkje
- Major Stars
- Mars
- Daniel Menche
- Merzbow
- Kawabata Makoto
- Thurston Moore
- Mouse On Mars
- Mouthus
- Muslimgauze
- My Cat Is An Alien
- Nau-Zee-auN
- Negativland
- Ocean
- Genesis P-Orridge
- Pestrepeller
- Piano Magic
- Plug
- Colin Potter
- (r)
- Lee Ranaldo
- DJ /rupture
- Sitar Tah
- SloMo
- Space Machine
- DJ Spooky
- Thee Majesty
- Unbunny
- Vibracathedral Orchestra
- Wolf Eyes
- XXL (Xiu Xiu Larsen) (voir Xiu Xiu)

## Source
- (en) Cet article est partiellement ou en totalité issu de l’article de Wikipédia en anglais intitulé « Important Records » (voir la liste des auteurs).